# Hillsborough Castle

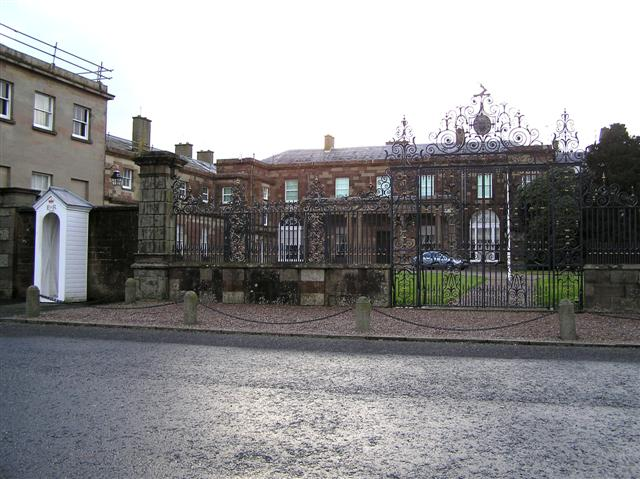
Hillsborough Castle

Hillsborough Castle (dt. Schloss Hillsborough, irisch Caisleán Chromghlinne) in der Ortschaft Hillsborough (irisch Cromghlinn) in der nordirischen Grafschaft Down, westlich von Belfast gelegen, ist seit 1925 die offizielle Residenz der Königin oder des Königs von Großbritannien und Nordirland in Nordirland und ist Amtssitz des Secretary of State for Northern Ireland (bis 1973 Gouverneur).

## Geschichte

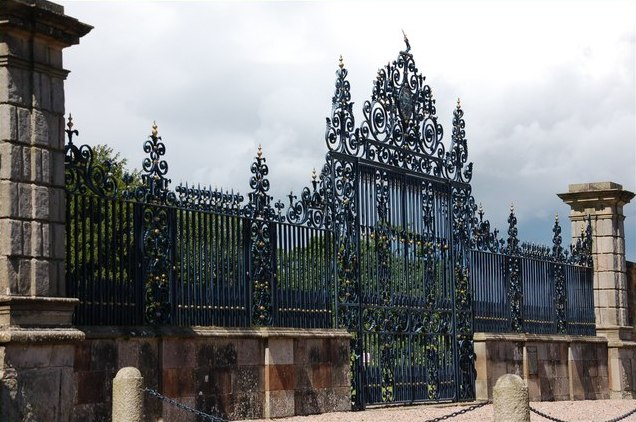
Eingangstor

Hillsborough Castle ist im eigentlichen Sinn weniger ein Schloss denn ein georgianisches Herrenhaus. Es wurde im 18. Jahrhundert für die adelige Familie Hill, Marquesses of Downshire errichtet. 
1922 verkaufte Lord Arthur Francis Henry Hill, der 7. Marquess of Downshire, das Anwesen an die britische Regierung. Diese konnte damit ein prekäres Problem lösen, nämlich nach der Trennung von Nordirland und dem Süden Irlands durch den Government of Ireland Act 1920 einen offiziellen Regierungssitz für den Gouverneur von Nordirland zu etablieren, da der bisherige Gouverneurssitz, Dublin Castle in Dublin, nun in der unabhängigen Republik Irland gelegen war.
Die offizielle Übergabe nach Renovierung und Umbauten erfolgte 1925.
2024 betrug die Besucherzahl etwa 110.000 Personen.

## Belege
1. ↑  Historic Royal Palaces: Hillsborough Castle.
2. ↑  Statistik der Association of Leading Visitor Attractions (ALVA) 2024 Visitor Figures. Abgerufen am 23. März 2025.